# Presidenza di George W. Bush

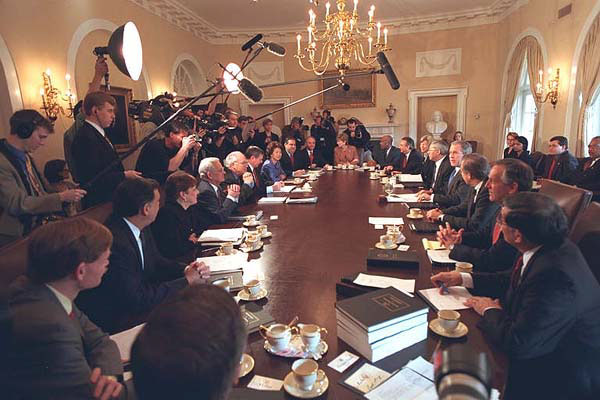
Bush si incontra con il suo Gabinetto. (2001)

La presidenza di George W. Bush ha avuto il più grande numero di minoranze etniche di tutti i gabinetti federali fino ad allora presenti nei governi degli Stati Uniti e comprendeva i primi due segretari di gabinetto di origine asiatica. Secondo il Guinness dei primati, è stato il più opulento gabinetto di tutti i tempi. 
Il ministro dei trasporti Norman Mineta, il primo segretario di gabinetto asiatico-americano, è stato in precedenza ministro del Commercio sotto Bill Clinton; egli è stato l'unico democratico nel gabinetto Bush.
Il governo comprendeva figure molto in vista nelle passate amministrazioni repubblicane, in particolare Colin Powell che era consigliere per la sicurezza nazionale sotto Ronald Reagan e capo di stato maggiore dell'esercito sotto George H. W. Bush, e il segretario della difesa Donald Rumsfeld, che ha avuto lo stesso incarico sotto Gerald Ford.
Tra le nomine più criticate troviamo quelle di John Negroponte, Elliott Abrams, Otto Reich e John Poindexter per i loro ruoli nello scandalo "Irangate" e per le accuse di aver occultato gli abusi ai diritti umani in America centrale e meridionale. In più alcune nomine sono state sospettate di nepotismo, inclusa quella di Michael Powell (figlio del segretario di Stato Colin Powell) come presidente della FCC, il ventottenne J. Strom Thurmond Jr (figlio del senatore Strom Thurmond) come procuratore della Carolina del Sud, Eugene Scalia (figlio di Antonin Scalia della Suprema Corte di Giustizia) come procuratore del dipartimento del lavoro, Janet Rehnquist (figlia del capo della Suprema Corte di Giustizia William Rehnquist) come ispettore generale del Dipartimento della salute e servizi umani (in seguito licenziata per vicende relative tra l'altro ad armi da fuoco), e Elizabeth Cheney (figlia del vicepresidente Richard Bruce Cheney) alla nuova posizione di vice assistente segretario di Stato per gli affari del Vicino Oriente.

## Amministrazione

### Gabinetto ministeriale
| Dipartimento | Incarico                                                                      | Ritratto | Ritratto                  | Nome                   | Mandato           | Mandato          |
| Dipartimento | Incarico                                                                      | Ritratto | Ritratto                  | Nome                   | Inizio            | Termine          |
| ------------ | ----------------------------------------------------------------------------- | -------- | ------------------------- | ---------------------- | ----------------- | ---------------- |
|              | Presidente                                                                    |          |                           | George W. Bush         | 20 gennaio 2001   | 20 gennaio 2009  |
|              | Vicepresidente                                                                |          |                           | Richard Bruce Cheney   | 20 gennaio 2001   | 20 gennaio 2009  |
|              |                                                                               |          |                           |                        |                   |                  |
|              | Segretario di Stato                                                           |          |                           | Colin Powell           | 20 gennaio 2001   | 26 gennaio 2005  |
|              | Segretario di Stato                                                           |          | Condoleezza Rice          | 26 gennaio 2005        | 20 gennaio 2009   |                  |
|              | Segretario al tesoro                                                          |          |                           | Paul H O'Neill         | 20 gennaio 2001   | 31 dicembre 2002 |
|              | Segretario al tesoro                                                          |          | John William Snow         | 3 febbraio 2003        | 28 giugno 2006    |                  |
|              | Segretario al tesoro                                                          |          | Henry Paulson             | 10 luglio 2006         | 20 gennaio 2009   |                  |
|              | Segretario della Difesa                                                       |          |                           | Donald Rumsfeld        | 20 gennaio 2001   | 18 dicembre 2006 |
|              | Segretario della Difesa                                                       |          | Robert Gates              | 18 dicembre 2006       | 20 gennaio 2009   |                  |
|              | Procuratore generale                                                          |          |                           | John David Ashcroft    | 2 febbraio 2001   | 3 febbraio 2005  |
|              | Procuratore generale                                                          |          | Alberto Reynaldo Gonzales | 3 febbraio 2005        | 17 settembre 2007 |                  |
|              | Procuratore generale                                                          |          | Michael Mukasey           | 9 novembre 2007        | 20 gennaio 2009   |                  |
|              | Segretario degli Interni                                                      |          |                           | Gale Norton            | 31 gennaio 2001   | 31 marzo 2006    |
|              | Segretario degli Interni                                                      |          | Dirk Kempthorne           | 7 giugno 2006          | 20 gennaio 2009   |                  |
|              | Segretario dell'Agricoltura                                                   |          |                           | Ann Veneman            | 20 gennaio 2001   | 20 gennaio 2005  |
|              | Segretario dell'Agricoltura                                                   |          | Mike Johanns              | 21 gennaio 2005        | 20 settembre 2007 |                  |
|              | Segretario dell'Agricoltura                                                   |          | Ed Schafer                | 28 gennaio 2008        | 20 gennaio 2009   |                  |
|              | Segretario al Commercio                                                       |          |                           | Donald Evans           | 20 gennaio 2001   | 7 febbraio 2005  |
|              | Segretario al Commercio                                                       |          | Carlos Gutierrez          | 7 febbraio 2005        | 20 gennaio 2009   |                  |
|              | Segretario del Lavoro                                                         |          |                           | Elaine Chao            | 20 gennaio 2001   | 20 gennaio 2009  |
|              | Segretario della Salute e dei Servizi Umani                                   |          |                           | Tommy Thompson         | 2 febbraio 2001   | 26 gennaio 2005  |
|              | Segretario della Salute e dei Servizi Umani                                   |          | Mike Leavitt              | 26 gennaio 2005        | 20 gennaio 2009   |                  |
|              | Segretario dell'Istruzione                                                    |          |                           | Rod Paige              | 20 gennaio 2001   | 20 gennaio 2005  |
|              | Segretario dell'Istruzione                                                    |          | Margaret Spellings        | 20 gennaio 2005        | 20 gennaio 2009   |                  |
|              | Segretario della Casa e dello Sviluppo Urbano                                 |          |                           | Mel Martinez           | 24 gennaio 2001   | 13 dicembre 2003 |
|              | Segretario della Casa e dello Sviluppo Urbano                                 |          | Alphonso Jackson          | 28 gennaio 2004        | 18 aprile 2008    |                  |
|              | Segretario della Casa e dello Sviluppo Urbano                                 |          | Steve Preston             | 5 giugno 2008          | 20 gennaio 2009   |                  |
|              | Segretario dei Trasporti                                                      |          |                           | Norman Mineta          | 25 gennaio 2001   | 7 agosto 2006    |
|              | Segretario dei Trasporti                                                      |          | Mary Peters               | 17 ottobre 2006        | 20 gennaio 2009   |                  |
|              | Segretario dell'Energia                                                       |          |                           | Spencer Abraham        | 20 gennaio 2001   | 31 gennaio 2005  |
|              | Segretario dell'Energia                                                       |          | Samuel W. Bodman          | 31 gennaio 2005        | 20 gennaio 2009   |                  |
|              | Segretario degli Affari dei Veterani                                          |          |                           | Anthony Principi       | 23 gennaio 2001   | 26 gennaio 2005  |
|              | Segretario degli Affari dei Veterani                                          |          | Jim Nicholson             | 26 gennaio 2005        | 1º ottobre 2007   |                  |
|              | Segretario degli Affari dei Veterani                                          |          | James Peake               | 20 dicembre 2007       | 20 gennaio 2009   |                  |
|              | Segretario della Sicurezza Interna                                            |          |                           | Tom Ridge              | 24 gennaio 2003   | 1º febbraio 2005 |
|              | Segretario della Sicurezza Interna                                            |          | Michael Chertoff          | 15 febbraio 2005       | 21 gennaio 2009   |                  |
|              |                                                                               |          |                           |                        |                   |                  |
|              | Capo di Gabinetto                                                             |          |                           | Andrew Card            | 20 gennaio 2001   | 14 aprile 2006   |
|              | Capo di Gabinetto                                                             |          | Joshua Bolten             | 14 aprile 2006         | 20 gennaio 2009   |                  |
|              | Amministratore dell'Agenzia per la Protezione dell'Ambiente                   |          |                           | Christine Todd Whitman | 31 gennaio 2001   | 27 giugno 2003   |
|              | Amministratore dell'Agenzia per la Protezione dell'Ambiente                   |          | Mike Leavitt              | 6 novembre 2003        | 26 gennaio 2005   |                  |
|              | Amministratore dell'Agenzia per la Protezione dell'Ambiente                   |          | Steve L. Johnson          | 26 gennaio 2005        | 20 gennaio 2009   |                  |
|              | Amministratore dell'Ufficio per la gestione e il bilancio                     |          |                           | Mitch Daniels          | 20 gennaio 2001   | 6 giugno 2003    |
|              | Amministratore dell'Ufficio per la gestione e il bilancio                     |          | Joshua Bolten             | 6 giugno 2003          | 14 aprile 2006    |                  |
|              | Amministratore dell'Ufficio per la gestione e il bilancio                     |          | Rob Portman               | 29 maggio 2006         | 19 giugno 2007    |                  |
|              | Amministratore dell'Ufficio per la gestione e il bilancio                     |          | Jim Nussle                | 10 settembre 2007      | 20 gennaio 2009   |                  |
|              | Ambasciatore presso le Nazioni Unite                                          |          |                           | John Negroponte        | 19 settembre 2001 | 23 giugno 2004   |
|              | Ambasciatore presso le Nazioni Unite                                          |          | John Danforth             | 23 luglio 2004         | 20 gennaio 2005   |                  |
|              | Ambasciatore presso le Nazioni Unite                                          |          | John R. Bolton            | 2 agosto 2005          | 31 dicembre 2006  |                  |
|              | Ambasciatore presso le Nazioni Unite                                          |          | Zalmay Khalilzad          | 30 aprile 2007         | 22 gennaio 2009   |                  |
|              | Direttore dell'Ufficio della Politica Nazionale per il controllo delle droghe |          |                           | John P. Walters        | 20 gennaio 2001   | 20 gennaio 2009  |
|              | Rappresentante per il Commercio                                               |          |                           | Robert Zoellick        | 20 gennaio 2001   | 22 febbraio 2005 |
|              | Rappresentante per il Commercio                                               |          | Rob Portman               | 17 maggio 2005         | 29 maggio 2006    |                  |
|              | Rappresentante per il Commercio                                               |          | Susan Schwab              | 8 giugno 2006          | 20 gennaio 2009   |                  |

### Altri consiglieri e funzionari dell'ufficio del presidente
- Direttore della CIA - George Tenet (2001-2004), John E. McLaughlin (direttore ad interim, 2004), Porter Goss (2004-2006), Michael Hayden (2006-2009)
- Direttore dell'FBI - Robert Mueller
- Consigliere per la sicurezza nazionale - Condoleezza Rice
- Presidente della Commissione Federale per le Comunicazioni (FCC) - Michael Powell
- Consigliere anziano - Karl Rove
- Consigliere della Casa Bianca - Alberto R. Gonzales
- Consigliere - Karen Hughes (2001-2002)
- Portavoce della Casa Bianca - Ari Fleischer (2001-2003), Scott McClellan (2003-2006), Tony Snow (2006-2007), Dana Perino (2007-2009)

## Affari interni

### Aborto, organizzazioni confessionali e diritti LGBT
Fin dal suo primo giorno in carica il neo-presidente si mosse per bloccare gli aiuti federali a tutti quei gruppi che offrivano consulenza o qualsiasi altra forma di assistenza alle donne che avessero scelto di ricorrere all'aborto (legale per altro dal 1973). Nel 2003 firmerà la legislazione Partial-Birth Abortion Ban Act (sulle procedure di dilatazione ed estrazione di feto intatto).
Di lì a breve annunciò il proprio impegno nel canalizzare una maggior quantità di finanziamenti alle organizzazioni di servizio su base prettamente religiosa - a partire dal movimento pro-life - nonostante il timore dei critici sul fatto che ciò avrebbe messo in discussione fino a dissolvere la tradizionale separazione tra Stato e Chiesa negli Stati Uniti d'America. A promozione di un tale scopo contribuì a creare il "White House Office of Faith-Based and Community Initiatives" (White House Office of Faith-Based and Neighborhood Partnerships).
A seguito delle accese polemiche nazionali scaturite dal riconoscimento del matrimonio tra persone dello stesso sesso a San Francisco e nel Massachusetts Bush annunciò la sua netta opposizione alle "unioni matrimoniali omosessuali" nel 2004 e proponendo (mai pervenuto alla ratifica necessaria) l'approvazione di un Federal Marriage Amendment alla Costituzione il quale avrebbe definitivamente considerato il matrimonio esclusivamente come un "sacro vincolo" tra uomo e donna.

### Eutanasia e diritto di morire
Il presidente si oppose fermamente anche a tutte le ipotesi di eutanasia legalizzata ed appoggiò la decisione del Procuratore generale John David Ashcroft di avviare una causa contro la Oregon Death with Dignity Act (Oregon Ballot Measure 16 (1994)); alla fine la Corte Suprema sentenzierà però a favore della legge introdotta dall'Oregon e vigente in quello Stato federato.
Mentre era ancora Governatore del Texas tuttavia Bush aveva controfirmato un provvedimento che concedeva alle strutture ospedaliere l'autorizzazione a rimuovere il sistema di supporto vitale per l'estensione della vita ai malati terminali anche contro la volontà dei coniugi o dei genitori, se solo gli operatori sanitari lo avessero ritenuto appropriato dal punto di vista medico.
Questa palese incoerenza politica venne sempre più percepita dall'opinione pubblica fino a diventare un autentico problema di credibilità presidenziale a partire dal 2005, quando Bush firmò una controversa legislazione, inoltrata e votata da solo 3 membri del Senato, volta ad avviare un intervento federale nella battaglia legale messa in atto dai familiari di Terri Schiavo, una donna della Florida in coma irreversibile che alla fine morì così come aveva liberamente scelto.

### Ricerca sulle cellule staminali
All'inizio della sua amministrazione il presidente s'interessò personalmente alla questione inerente alla ricerca scientifica sulla cellula staminale embrionale. La precedente Presidenza di Bill Clinton aveva fatto emanare delle "linee guida" le quali consentivano il finanziamento federale della ricerca utilizzando cellule staminali; Bush si trovò così a dover iniziare a studiare l'etica della situazione vigente.
I gruppi religiosi rifacentesi all'evangelicalismo sostennero che tale ricerca fosse del tutto "immorale" in quanto distruggeva l'embrione umano, mentre dall'altra parte altri gruppi di difesa pubblicizzarono le "possibilità miracolose" a cui la ricerca sulle cellule staminali avrebbe condotto. Già nell'agosto del 2001 il presidente annunciò ufficialmente di essersi opposto alla ricerca e conseguentemente proibì i finanziamenti federali rivolti ad essa e a nuove linee di cellule staminali.
Nel luglio del 2006 fece uso del suo primo diritto di veto presidenziale contro la Stem Cell Research Enhancement Act, che avrebbe ampliato i finanziamenti del Governo federale e quindi anche le relative possibilità di ricerca.
In seguito una legge del tutto analoga fu approvata da entrambe le Aule del Congresso all'inizio dell'estate del 2007 come parte del "Piano delle 100 ore" (100-Hour Plan) del Presidente della Camera dei Rappresentanti Nancy Pelosy. Bush tuttavia pose il proprio veto anche su questo secondo disegno di legge e a questo punto l'Assemblea congressuale non fu in grado di scavalcarlo.

### Tentativo di riforma della sicurezza sociale

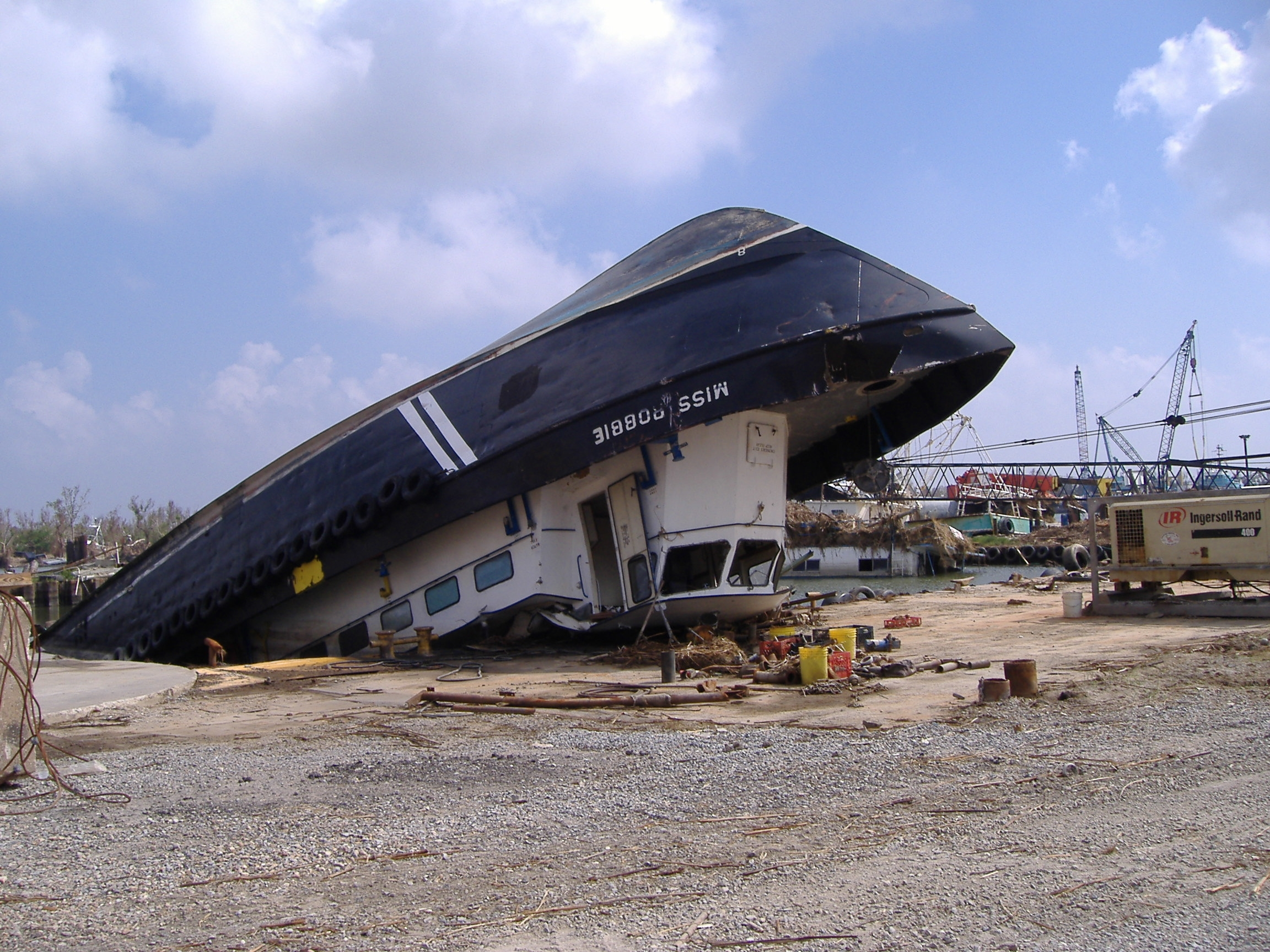
Un'imbarcazione rovesciata dall'uragano Katrina.

### Risposta all'uragano Katrina
L'uragano Katrina, uno dei più grandi e potenti mai verificatosi che abbia colpito le coste statunitensi portò alla devastazione più o meno completa di diversi Stati federati degli Stati Uniti d'America situati lungo la linea di costa del Golfo del Messico nell'agosto del 2005.
Nel corso di una vacanza di lavoro nel suo ranch in Texas il presidente inizialmente permise alla autorità statali e locali di rispondere autonomamente al disastro naturale verificatosi. L'uragano atlantico si abbatté con tutta la sua forza il 29 di agosto devastando quasi completamente la città di New Orleans dopo il cedimento e conseguente completo crollo degli argini precedentemente approntati.

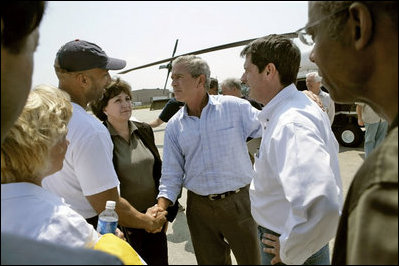
Il sindaco di New Orleans Ray Nagin, il governatore della Louisiana Kathleen Blanco, il presidente Bush e il senatore della Louisiana David Vitter in un incontro del 2 settembre 2005 all'indomani dell'uragano Katrina.

Moriranno più di 1.800 persone e Bush venne ampiamente criticato per l'estrema lentezza della risposta data alla catastrofe; da quel momento in poi i suoi punteggi di approvazione scenderanno al di sotto del 40% per non riprendersi mai più.

## Politica estera

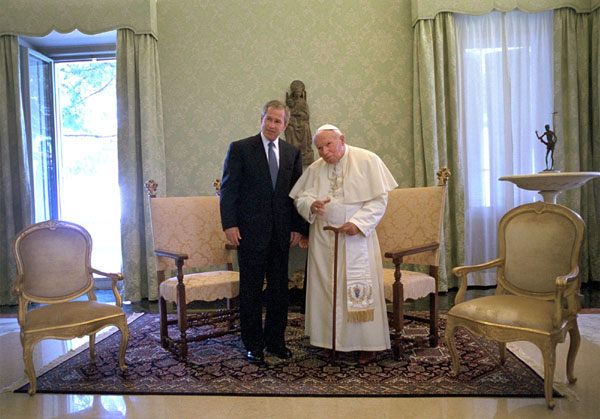
Il presidente con Papa Giovanni Paolo II in visita alla Città del Vaticano nel 2001.

Al momento della sua entrata in carica il neo-presidente aveva ben poca esperienza di politica estera e le decisioni da lui assunte vennero per lo più guidate dai propri consiglieri. Bush abbracciò immediatamente le opinioni di Dick Cheney e degli altri membri del neoconservatorismo dell'Amministrazione i quali sostennero con forza la teoria dell'"esportazione della democrazia" e della sua diffusione nel mondo, anche con la forza se necessario.
Essi inoltre de-enfatizzarono l'importanza del multilateralismo sostenendo che, in quanto oramai unica superpotenza solitaria del mondo intero rimasta, gli Stati Uniti avrebbero potuto cominciare ad agire sempre più speditamente in una maniera unilaterale e decisa.
Sebbene nei primi mesi di presidenza ci si concentrasse su questioni prettamente interne l'Amministrazione si ritirò da diversi accordi multilaterali già esistenti e in atto, in via di definizione o anche solo proposti, tra cui il protocollo di Kyoto, il Trattato anti missili balistici e la Corte penale internazionale. Gli affari esteri sarebbero saliti sempre più in primo piano rimanendo alla ribalta della cronaca a seguito degli attentati dell'11 settembre 2001 e dell'immediatamente successiva guerra in Afghanistan scatenata a partire da ottobre.
Nel 2002, nel corso del suo Discorso sullo stato dell'Unione, il presidente espose per la prima volta quella che diverrà presto nota come la "dottrina Bush"; sebbene sia stata utilizzata tecnicamente per giustificare l'intervento in Afghanistan, esso non venne dichiarato chiaramente tramite una presa di posizione almeno fino alla suddetta esplicitazione pronunciata ufficialmente ad un livello pubblico.
A causa dell'ipotesi ventilata inerente alla possibilità di ulteriori e massicci attacchi terroristici orchestrati da organizzazioni criminali esistenti ed attive in più luoghi e in varie regioni del mondo il presidente diede l'annuncio che avrebbe attuato una politica di attacchi militari preventivi (la "guerra preventiva" contro quelle nazioni note per ospitare o aiutare organizzazioni terroristiche apertamente ostili agli interessi degli Stati Uniti.

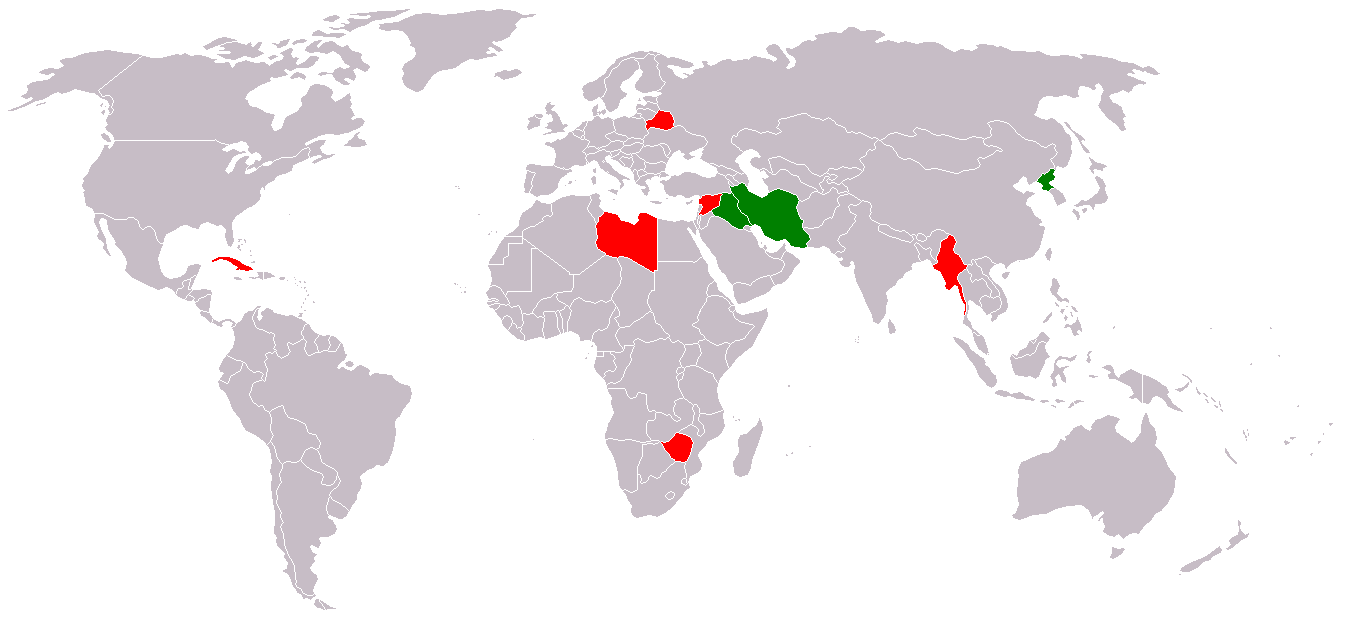
L'"Asse del Male" nel 2006.

Bush delineò quindi quello che egli definì "l'Asse del Male" composto da tre nazioni le quali, sostenne, "rappresentano la più grave minaccia alla pace mondiale a causa della loro ricerca di armi di distruzione di massa e dell'aiuto potenziale dato ai terroristi".
Il cosiddetto "Asse" sarebbe stato composto da Iraq, Corea del Nord e Iran. Il primo di essi sarebbe divenuto via via sempre più oggetto di attenzione da parte dell'Amministrazione tanto che l'invasione del 2003 e le sue conseguenze divennero rapidamente il problema centrale nel quadro della politica internazionale della presidenza Bush.

### 11 settembre: attacco al cuore dell'America
La questione dell'espansione del terrorismo internazionale con una matrice riconducibile all'islamismo militante era già emerso come uno dei più importanti problemi per la sicurezza nazionale durante la presidenza di Bill Clinton e divenne una delle questioni predominanti dell'Amministrazione che gli succedette.
Verso la fine degli anni 1980 (al termine della Guerra Iran-Iraq) Osama bin Laden aveva fondato Al Qaida, un'organizzazione dell'attivismo militante del sunnismo inneggiante alla Jihād. Attraverso di essa l'emiro saudita cercò inizialmente di sconfiggere il cosiddetto "Nemico vicino", ovvero innanzitutto tutti quei governi sostenuti apertamente dalla civiltà occidentale "pagana": l'Arabia Saudita, la Giordania, l'Egitto e il Pakistan.
Dopo che i sauditi cominciarono ad ospitare i soldati statunitensi nel 1991 - al tempo della Guerra del Golfo durante la presidenza di George H. W. Bush - Al Qaida prese a condurre una campagna terroristica contro obiettivi americani sparsi in diverse nazioni del mondo, orchestrando attacchi come l'attentato allo USS Cole del 2000 avvenuto a Aden.
Nel corso dei primi mesi del mandato di Bush le organizzazioni di intelligence statunitensi riuscirono ad attuare una serie di intercettazioni delle comunicazioni degli esponenti di Al Qaida, indicando chiaramente che questa si stava preparando a pianificare un ennesimo attacco contro uno o più obiettivi sensibili; nonostante ciò i maggiori funzionari di politica estera rimasero del tutto impreparati di fronte ad un grosso attacco in pieno territorio statunitense.

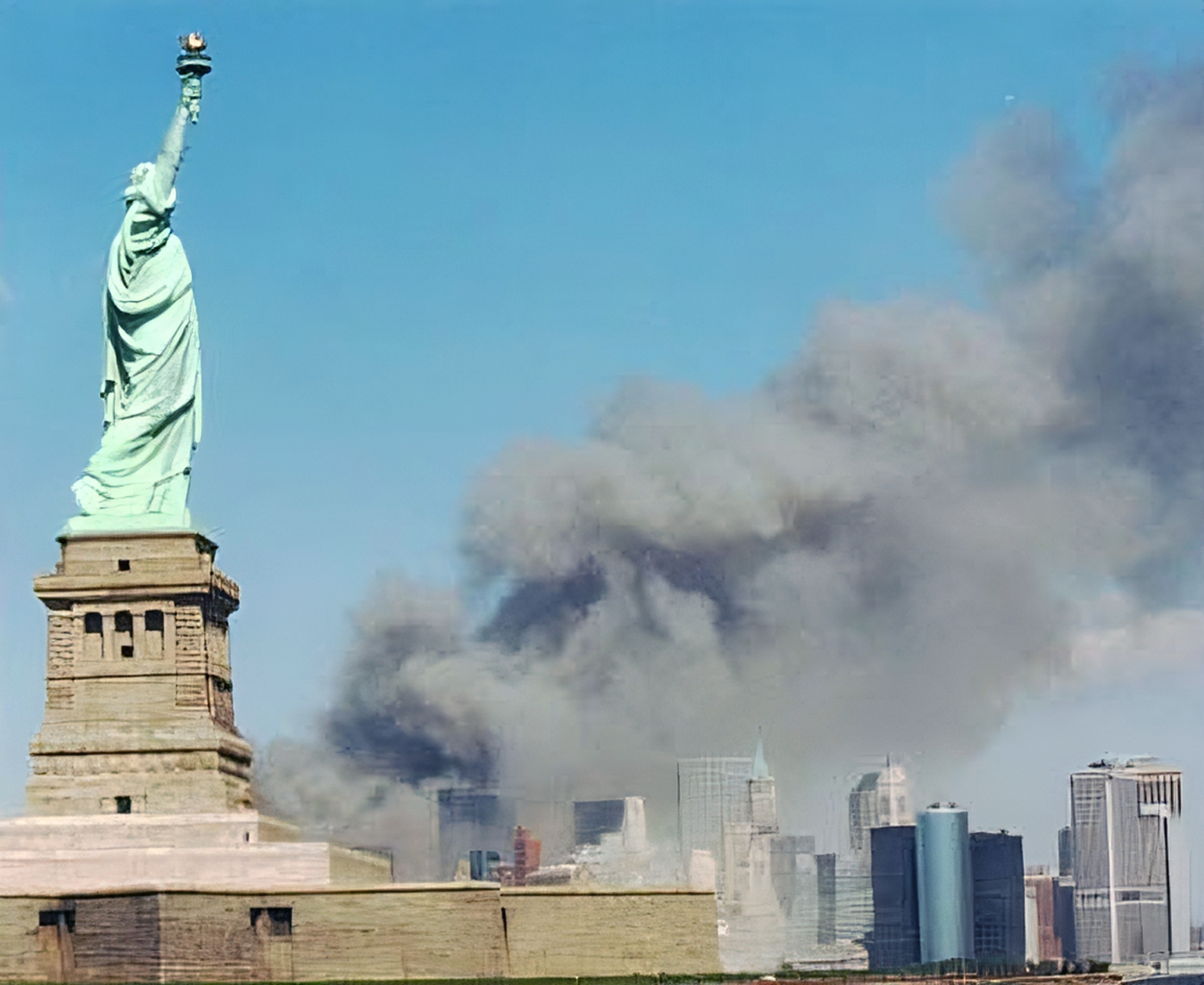
Attentati dell'11 settembre 2001 al World Trade Center davanti alla Statua della Libertà.

La mattina dell'11 settembre del 2001 i terroristi addestrati e finanziati da bin Laden misero in atto il dirottamento aereo di ben quattro aeromobili di linea, due dei quali li fecero poi schiantare contro le torri gemelle del World Trade Center di New York e finendo dopo poche ore col disintegrare entrambi i grattacieli alti 110 piani. Un terzo aereo si schiantò contro il Pentagono; mentre il quarto e ultimo (il Volo United Airlines 93) fu abbattuto sui cieli della Pennsylvania a seguito di una lotta scaturita tra i dirottatori e i passeggeri sequestrati.

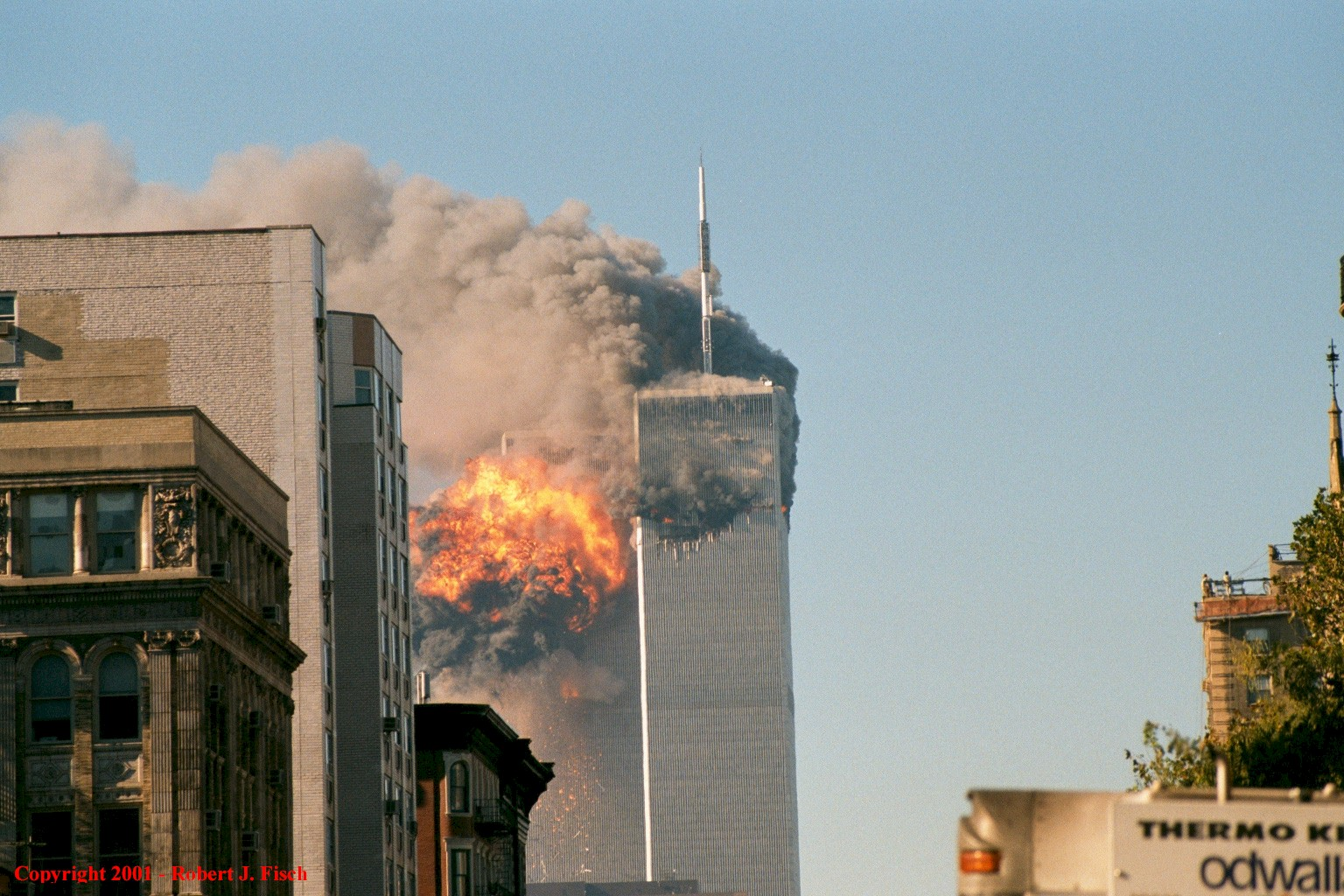
La South Tower in fiamme.

Gli attacchi ebbero un impatto profondo sull'intera nazione, che si sentì per la prima volta dalla fine della Guerra fredda vulnerabile alle aggressioni provenienti dall'esterno.
Apparendo sulla televisione nazionale nella notte degli attacchi il presidente promise di infliggere la "giusta punizione" a tutti coloro che si sarebbero rivelati complici degli attentati, affermando: "non faremo alcuna distinzione tra i terroristi che hanno compiuto tali atti e coloro che li ospitano".
Nei giorni seguenti Bush esortò l'opinione pubblica a non cedere alla tentazione di lasciarsi trasportare nella spirale dei crimini d'odio e della discriminazione nei confronti dei musulmani-statunitensi e degli arabi americani in generale.
Dichiarò inoltre l'avvio di una "guerra contro il "terrore", istituendo nuove politiche sia interne che estere nel tentativo di prevenire efficacemente ulteriori aggressioni.

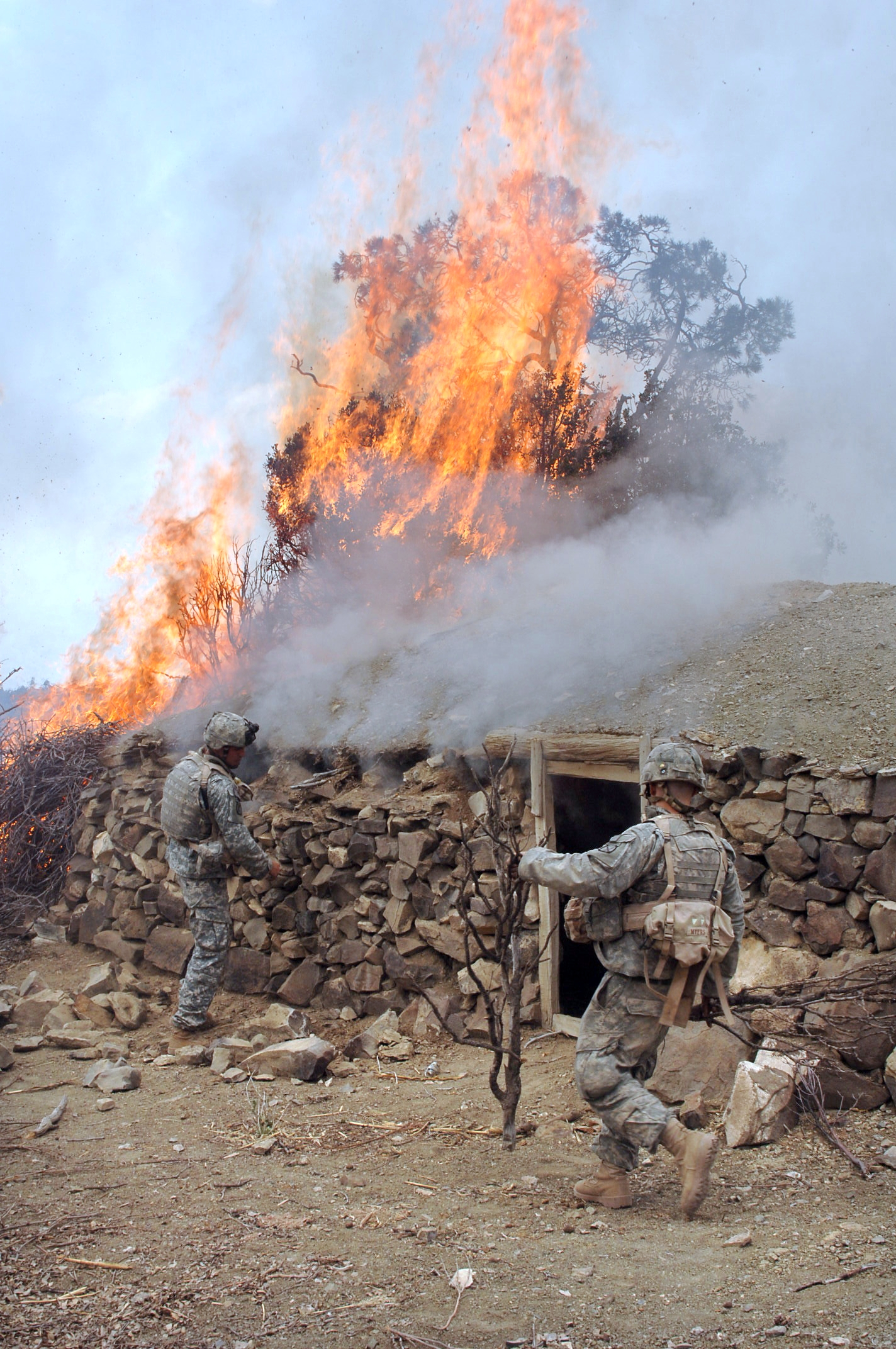
Distruzione di un covo Talebano in Afghanistan.

### Afghanistan
Dopo l'11 settembre la presidenza approvò un'azione militare decisiva volta a punire il governo religioso estremista dei Talebani predominante in Afghanistan, accusato di dare ospitalità e protezione ad Al Qaida. I principali collaboratori consultati da Bush a tale riguardo si trovarono d'accordo sul fatto che il lancio di attacchi esclusivamente aerei contro le basi terroristiche non sarebbe riuscito a fermare definitivamente la probabilità di futuri attentati.
Il presidente decise quindi di guidare un intervento militare via terra, con l'obiettivo finale di rovesciare il governo degli estremisti islamici. Colin Powell si assunse l'incarico di riunire tutte le nazioni alleate in una coalizione internazionale che avrebbe dovuto sferrare attacchi concentrici su più fronti.
Il giorno 14 di settembre il Congresso fece approvare una risoluzione denominata Authorization for Use of Military Force Against Terrorists la quale autorizzò il presidente ad utilizzare le United States Armed Forces contro i responsabili dell'attentato. Il 6 ottobre infine Bush diede il via all'invasione del paese dell'Asia centrale: era la Guerra in Afghanistan.
Il generale Tommy Ray Franks, comandante esecutivo del "United States Central Command" (CENTCOM), elaborò un piano in quattro fasi; nella prima si sarebbero concentrate le forze in un'area circoscritta inserendovi nel territorio agenti della Central Intelligence Agency e delle forze speciali col compito di unirsi all'"Alleanza del Nord" (Fronte islamico unito per la salvezza dell'Afghanistan), un gruppo di resistenza militare afghano contrario ai Talebani.
La seconda fase sarebbe consistita in una vasta campagna militare di operazioni aeree indirizzata contro gli obiettivi talebani e di Al Qaida e per il predominio dei cieli; mentre la terza avrebbe previsto la sconfitta finale della rimanenti formazioni terroristiche rimaste isolate. La quarta ed ultima sarebbe dovuta consistere nella stabilizzazione dell'intero territorio afghano il che, secondo la proiezione fatta da Franks, avrebbe richiesto almeno dai tre ai cinque anni di tempo.

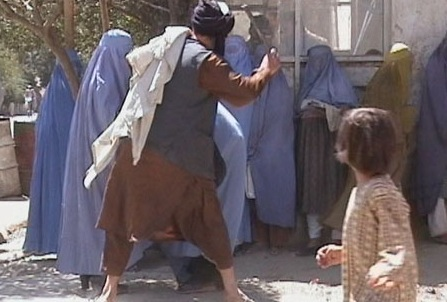
Guardia talebana sottopone a bastonatura pubblica una donna in burqa.

Il conflitto ebbe inizio il 7 di ottobre con numerosi attacchi aerei e missilistici; il giorno 19 seguente l'Alleanza del Nord diede il via alla propria offensiva partendo dai monti e rapidamente la capitale Kabul venne conquistata dalle forze anti-talebane. Il 13 di novembre Hamid Karzai venne innalzato alla carica di nuovo presidente dell'Afghanistan; la leadership dei talebani e di Al Qaida - compreso bin Laden - tuttavia, riuscì ad evitare di cadere nelle mani degli statunitensi e sfuggì pertanto alla cattura.
Karzai sarebbe rimasto alla guida del paese per tutta la durata della presidenza, anche se il suo controllo effettivo rimase sempre limitato per lo più all'area immediatamente circostante alla capitale dato che svariati cosiddetti "signori della guerra" avevano oramai assunto a loro esclusivo vantaggio il controllo di gran parte del resto del paese.
Mentre il governo di Karzai lottò per riuscire ad assumere il controllo effettivo di sempre più ampie aree rurali, i gruppi più irriducibili di talebani si raggrupparono nella "fascia cuscinetto" appena oltre il confine con il Pakistan. Ancora poco tempo prima di lasciare l'incarico Bush considerò l'ipotesi di inviare ulteriori truppe a sostegno del governo anti-talebano, ma infine si decise di lasciare il problema da risolvere alla successiva presidenza di Barack Obama.

### Baia di Guantánamo e nemici combattenti
Durante e dopo l'invasione dell'Afghanistan vennero catturati numerosi Talebani e membri di Al Qaida. Piuttosto che condurre i prigionieri davanti alle corti di giustizia nazionali o internazionali il presidente decise di creare un nuovo sistema di tribunale militare volto a processare tutti coloro che subirono l'accusa di essere dei "nemici combattenti" a fini terroristici.

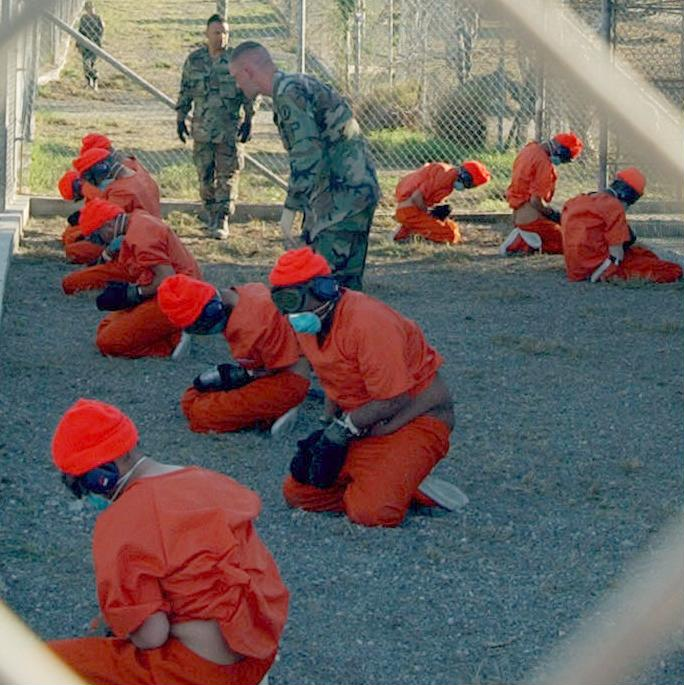
Detenuti al momento dell'arrivo al "Camp X-Ray" nel settembre del 2002.

Con l'evidente intenzione di evitare le norme restrittive contenute nella Costituzione degli Stati Uniti d'America al riguardo il Comandante in capo fece detenere gli arrestati nel campo di prigionia di Guantánamo; pur situato su un territorio statunitense affittato tecnicamente da Cuba, agli individui ospitati all'interno - in quanto zona posta sotto il diretto controllo militare e pertanto soggetta al "codice di guerra" - non vengono concesse le stesse protezioni costituzionali che avrebbero di diritto se si trovassero in uno degli Stati federati in qualità di semplici civili.
Bush decise inoltre che tali "nemici non meglio identificati" non avrebbero avuto neppure il diritto alle protezioni definite dai trattati internazionali stipulati nelle Convenzioni di Ginevra a riguardo dei prigionieri di guerra in quanto non erano nei fatti cittadini affiliati a nessuno degli Stati membri firmatari della suddetta convenzione. Mentre l'Amministrazione s'impegnava a stabilire il campo come parte della Base navale di Guantánamo veniva autorizzata anche l'istituzione di prigioni segrete della CIA in diversi paesi (i Black site).

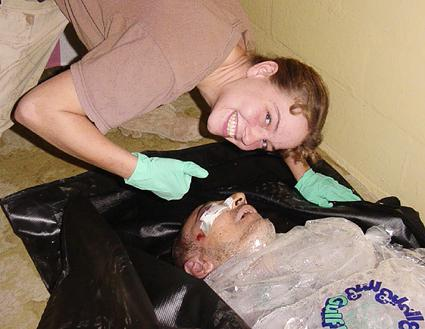
Sabrina Harman sorridente e vittoriosa dopo la morte di Manadel al-Jamadi, sottoposto a tortura nella Prigione di Abu Ghraib, il 4 novembre del 2003.

Nella speranza di riuscire ad ottenere informazioni utili al controterrorismo il presidente permise l'utilizzo delle cosiddette "tecniche avanzate d'interrogatorio" come il waterboarding; lo scandalo inerente al trattamento dei prigionieri nel carcere militare di Abu Ghraib in territorio iracheno - venuto alla luce grazie ad una fuga di notizie - suscitò una profonda indignazione diffusa a seguito dell'intervento dei mezzi di comunicazione di massa, quando le immagini degli abusi e sistematiche violazioni dei diritti umani inflitti ai prigionieri vennero rese di dominio pubblico.

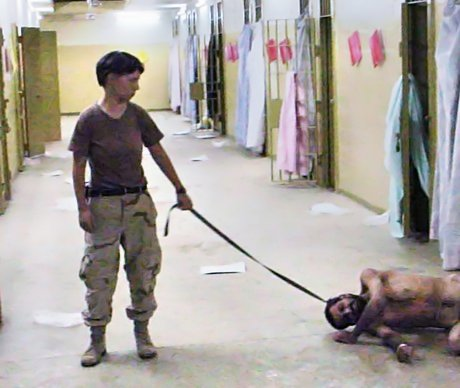
Lynndie England con un prigioniero al guinzaglio ad Abu Ghraib.

Nel 2005 il Congresso fece approvare la legislazione detta Detainee Treatment Act la quale estendeva il divieto al ricorso della tortura, ma nella propria dichiarazione firmata (Signing statement) il presidente continuò ad asserire che il potere esecutivo di sua competenza gli dava l'autorità di revocare le restrizioni imposte dal disegno di legge.
Le politiche così adottate dalla presidenza in campo di "prevenzione al terrorismo e di uso di mezzi non ortodossi negli interrogatori" dovettero subire un forte rimprovero da parte della Corte Suprema con la sentenza del caso Hamdan contro Rumsfeld del 2006, in cui la massima corte giudiziaria nazionale respinse l'uso di "commissioni militari" da parte di Bush senza la previa approvazione congressuale, dichiarando infine che tutti i detenuti - senza alcuna eccezione di sorta - continuano ad venire in ogni caso protetti dalla disposizioni della Convenzione di Ginevra.
In seguito a tale sentenza l'Assemblea congressuale fece promulgare entro quello stesso anno la Military Commissions Act, che permise di rovesciare efficacemente la sentenza Hamdan. La Corte Suprema quindi annullò una parte dell'Act nel caso del 2008 Boumediene contro Bush, ma il campo di detenzione rimase comunque in funzione fino alla conclusione della presidenza Bush.

### Iraq: la guerra di Bush

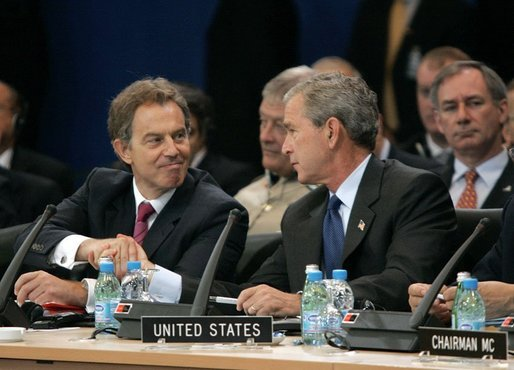
Il presidente assieme all'alleato Tony Blair.

#### Preludio: armi di distruzione di massa
Nel corso della presidenza di George H. W. Bush venne scatenata la guerra del Golfo contro l'Iraq di Saddam Hussein dopo che quest'ultimo aveva invaso il Kuwait nell'agosto del 1990. Sebbene gli Stati Uniti fossero risultati rapidamente vincitori liberando l'emirato occupato e i relativi pozzi petroliferi d'importanza strategica, decisero di lasciare al suo posto il dittatore iracheno: in larga parte per servire da contrappeso all'Iran degli Ayatollah.
Qualche tempo dopo la conclusione del conflitto il "progetto per un nuovo secolo americano", composto da molte persone come Paul Wolfowitz e Dick Cheney - i quali avrebbero servito per entrambi i mandati presidenziali - prese a sostenere il rovesciamento violento di Saddam.
Nei giorni immediatamente successivi agli attentati dell'11 settembre i "falchi" dell'Amministrazione propugnarono con forza l'ipotesi di un'azione militare da svolgersi contro il regime iracheno; ma la questione venne messa temporaneamente da parte a favore della pianificazione dell'imminente intervento in Afghanistan e delle operazioni ad esso connesse.
Già durante la presidenza di Bill Clinton si era cominciata ad adottare una politica per il cambio interno di regime contro il governo iracheno; alcuni ex membri di questa Amministrazione ritennero in seguito di condividere una certa responsabilità per gli attacchi dell'11 settembre, non essendo riusciti in tempo a neutralizzare né i terroristi di Al Qaida né la dittatura irachena.
L'Amministrazione Bush pensò quindi che l'Iraq avesse a propria disposizione armi di distruzione di massa le quali avrebbero potenzialmente potuto minacciare seriamente e mettere a repentaglio la sicurezza sia del territorio statunitense che quelli dei suoi più stretti alleati, possibilmente fornendo i terroristi di tali armi non convenzionali.
Molti all'interno della presidenza sperarono anche che la caduta del regime iracheno avrebbe potuto aiutare il diffondersi della democrazia in tutto il Medio Oriente, a scoraggiare l'ulteriore reclutamento di terroristi ed infine anche ad aumentare la sicurezza di Israele. Entro la fine del 2001, con le operazioni afghane in pieno svolgimento, l'Amministrazione iniziò a disegnare piani militari per un'invasione dell'Iraq nel futuro prossimo venturo.

Nel suo Discorso sullo stato dell'Unione del 2002 il presidente identificò con chiarezza l'Iran, l'Iraq e la Corea del Nord come "l'Asse del Male" a causa dei loro programmi atomici e di armi chimiche oltre che per la loro presunta sponsorizzazione del terrorismo internazionale. Nel corso dell'anno i funzionari presidenziali svilupparono la cosiddetta "Dottrina Bush", che richiese l'accettazione di una "guerra preventiva" unilaterale ogni qual volta fosse stata giustificata da interessi di sicurezza nazionale.
A partire da settembre venne organizzata una campagna destinata a conquistare il sostegno popolare e del Congresso a favore di un intervento contro l'Iraq. La maggior parte del Partito Repubblicano si schierò compatto dietro il proprio presidente; mentre vari leader ed esponenti del Partito Democratico - come ad esempio Hillary Clinton - esortarono Bush a cercare un preventivo supporto internazionale prima di scatenare un ennesimo conflitto armato nella "polveriera mediorientale".
A ottobre l'Assemblea congressuale approvò la "risoluzione irachena" la quale autorizzava l'uso della forza contro il regime di Saddam Hussein; mentre gli esponenti Repubblicani sostennero quasi all'unanimità la misura, i Democratici finirono con lo spaccarsi quasi esattamente a metà.
In preda alla sempre crescente pressione sia interna che estera Bush cercò di ottenere l'approvazione dell'Organizzazione delle Nazioni Unite prima di sferrare l'attacco finale contro l'Iraq. Sotto la guida di Colin Powell, l'Amministrazione riuscì ad ottenere l'approvazione ed il passaggio della Risoluzione 1441 del Consiglio di sicurezza delle Nazioni Unite la quale invitava con decisione il regime iracheno a smantellare il prima possibile il proprio programma sulle armi di distruzione di massa.
A dicembre l'Iraq diede alle stampe un rapporto in cui dichiarava di non possedere alcun programma - né tanto meno arsenali - di armi non convenzionali; gli Stati Uniti lo respinsero trattandolo come un falso.
Dopo che una commissione di controllo, verifica e ispezione delle Nazioni Unite guidata da Hans Blix, così come un'altra squadra guidata da Muhammad al-Barādeʿī, non riuscì a trovare alcuna prova sull'esistenza di un eventuale programma iracheno volto alla realizzazione di armi di distruzione di massa, la proposta di un cambio violento di regime in Iraq cominciò a trovarsi di fronte ad un'agguerrita opposizione internazionale. Germania, Cina, Francia e Russia espressero scetticismo sulla necessità di un intervento armato così come veniva reclamato da Bush. Questi ultimi tre paesi inoltre possono sempre utilizzare il proprio "diritto di veto" al Consiglio di sicurezza delle Nazioni Unite.
Per volere del Primo ministro del Regno Unito, l'esponente del Partito Laburista Tony Blair - che sostenne fin da principio la presidenza, pur continuando a sperare in una maggiore cooperazione internazionale - venne inviato C. Powell a presentare al Consiglio di sicurezza le prove (la "pistola fumante") che l'Iraq aveva continuato fino a quel momento a mantenere un programma attivo sulle armi di distruzione di massa (mostrò davanti agli schermi di tutto il mondo una fialetta di antrace).

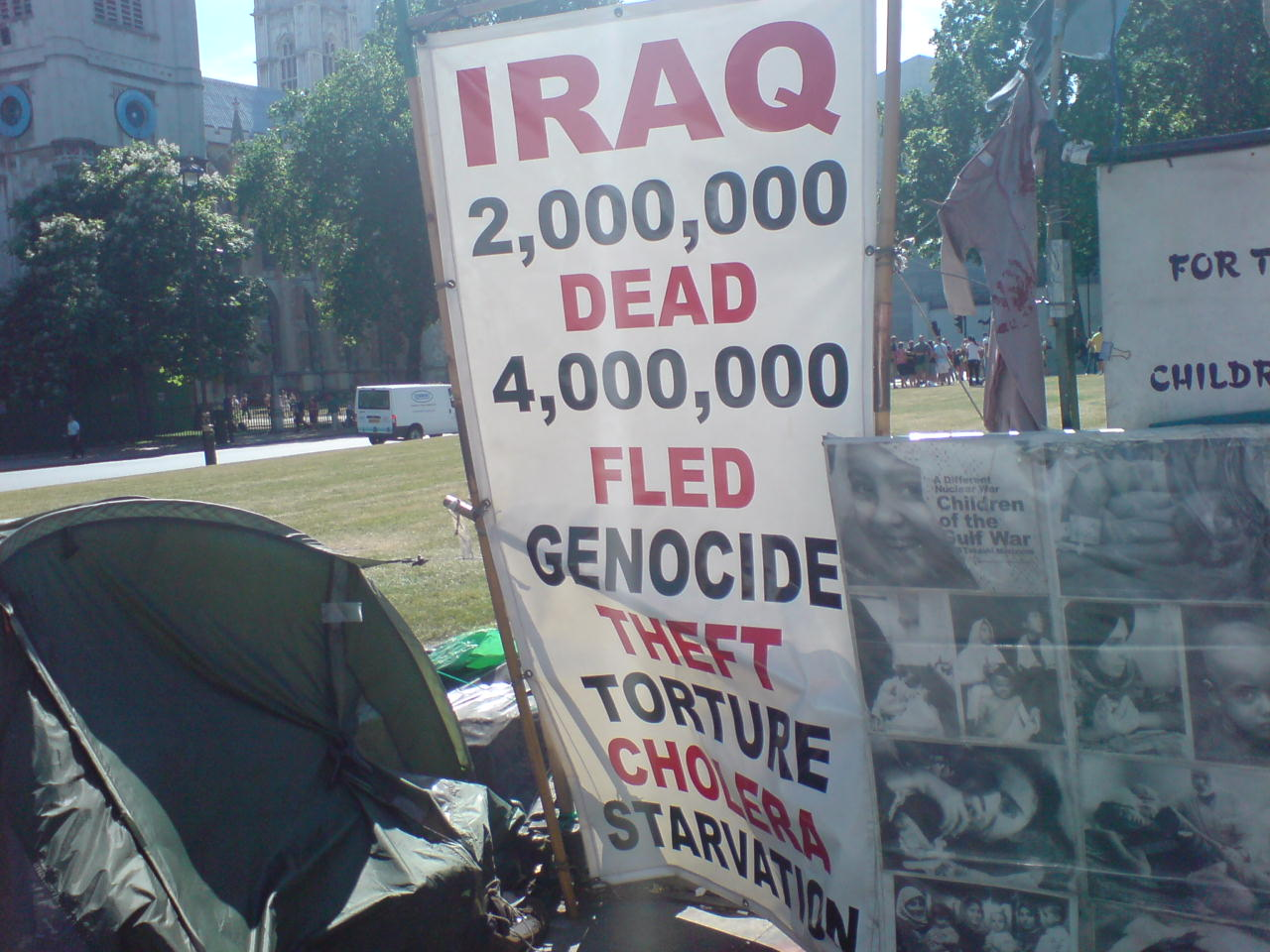
Proteste contro la guerra in Iraq a Parliament Square.

Sebbene la relazione di Powell abbia prodotto un veloce spostamento dell'opinione pubblica statunitense in direzione di un sostegno all'eventualità di un conflitto in Medio Oriente, non riuscì tuttavia a convincere completamente francesi, russi, e tedeschi.
Contrariamente alle conclusioni a cui giunsero Blix e ElBaradei, il presidente dichiarò in un discorso pronunciato il 17 marzo del 2003 che "senza alcun dubbio" il regime iracheno si trovava in possesso di "armi di distruzione di massa".
Due giorni dopo venne autorizzato l'avvio dell'operazione "iraqi freedom" e la guerra in Iraq partì il 20 di marzo.

#### Invasione
Le forze alleate guidate dal generale Franks aprirono le ostilità lanciando un attacco aereo e terrestre simultaneo contro il regime di Saddam, in quello che i mezzi di comunicazione di massa definirono "shock and awe"; con l'apporto di 145.000 soldati le forze dell'United States Army oltrepassarono velocemente la maggior parte delle difese avversarie finendo con l'accerchiarle tanto che migliaia di truppe irachene abbandonarono il campo o si arresero senza apporre ulteriore resistenza.

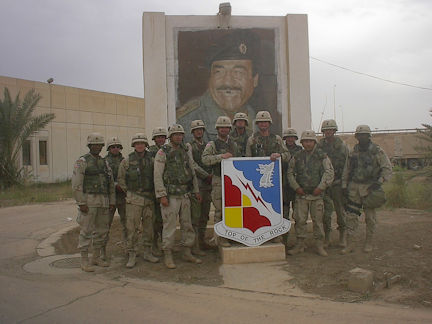
Soldati statunitensi in posa davanti ad una gigantografia di Saddam Hussein a Baghdad.

Il giorno 7 di aprile vi fu l'ingresso dei primi carri armati nella capitale Baghdad; il dittatore tuttavia riuscì a fuggire rendendosi per il momento irreperibile. Seppur si fosse con estrema rapidità raggiunto il pieno successo militare l'invasione - così com'era stata concepita e preordinata - dovette subire forti critiche provenienti da molti paesi e il Segretario generale delle Nazioni Unite Kofi Annan giunse a sostenere che si trattava di una palese violazione sia della legge internazionale che dello Statuto delle Nazioni Unite.
Il 1° di maggio il presidente pronuncerà il discorso della missione compiuta, in cui dichiarò l'avvenuta conclusione delle "principali operazioni di combattimento". Nonostante l'incapacità di trovare prove sufficienti riguardanti l'esistenza di un programma in corso volto alla creazione e all'accumulo di "armi di distruzione di massa" da parte irachena o di una relazione operativa tra Saddam stesso e Al Qaida, Bush affermerà che il rovesciamento del regime "ha rimosso un alleato del terrorismo" facente capo all'islamismo radicale, mettendo in tal modo fine alla minaccia che Saddam avrebbe potuto fornire "armi di distruzione di mass" ad una qualsiasi organizzazione terroristica operante.
Credendo che a seguito del completo successo che portò al rovesciamento di Saddam sarebbe stata necessaria solamente una minima presenza militare residua il presidente - assieme a Franks - cominciò a pianificare immediatamente il ritiro delle prime 30.000 truppe entro il mese di agosto. Ma dopo la caduta della capitale gli iracheni del tutto fuori controllo iniziarono un saccheggio generalizzato, presentando in tal modo una delle prime tra le molte sfide che gli USA avrebbero dovuto ancora affrontare nel tentativo di mantenere una situazione accettabile di pacificazione all'interno del paese occupato.
A questo punto Bush insediò Lewis Paul Bremer in qualità di capo dell'Autorità Provvisoria della Coalizione (CPA), incaricata di sorvegliare la transizione ad una forma di autogoverno; nel suo primo "ordine maggiore" annunciò una politica di de-Ba'athificazione attraverso cui negò le posizioni d'impiego governative e militare a tutti i membri del Partito Ba'ath completamente colluso col precedente regime. Questa decisione fece però arrabbiare molti degli iracheni del sunnismo i quali si erano uniti al partito politico solamente per assicurarsi una certa ascesa sociale e una carriera lavorativa e burocratica.
Il secondo grande ordine di Bremer sciolse tutti i servizi militari, di sicurezza nazionale e di polizia, lasciando in tal maniera da un giorno all'altro senza più alcuna fonte di sostentamento oltre 600.000 persone tra soldati e impiegati governativi. Insistette anche sul fatto che il CPA avrebbe dovuto continuare a mantenere il pieno controllo sul territorio almeno fino a quando il paese non avesse indetto delle libere elezioni, invertendo così il piano di Garner d'istituire subito un governo di transizione composto esclusivamente da iracheni.

Tali radicali prese di posizione contribuirono in maniera sostanziale a scatenare una prima forma di insurrezione, con gli abitanti fortemente contrari alla prosecuzione di una presenza massiccia di truppe straniere. Temendo l'ulteriore deterioramento della situazione di sicurezza interna il generale John Abizaid ordinò quindi la sospensione del previsto progetto di parziale e progressivo ritiro - sostituendo i soldati USA con l'arruolamento di truppe locali - lasciando invece oltre 130.000 militari statunitensi in Iraq a tempo indeterminato.

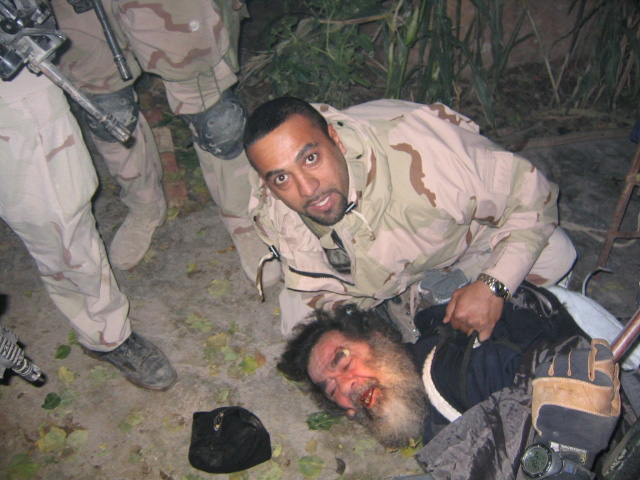
La cattura di Saddam Hussein avvenuta a Tikrit il 13 dicembre del 2003.

Il dittatore fuggiasco riuscì ad essere catturato a dicembre del 2003, ma la forza di occupazione continuò a subire un numero relativamente alto di perdite; tra l'inizio delle operazioni a marzo e la fine dell'anno caddero sul campo 580 soldati USA, con più dei 2/3 delle vittime avvenute dopo il celebre discorso del presidente sulla "missione compiuta".

#### Occupazione: esportare la democrazia
Dopo il 2003 sempre più iracheni cominceranno a vedere gli USA come una forza di occupazione e i feroci combattimenti della Prima Battaglia di Falluja di aprile-maggio 2004 contribuiranno ad alienarsi molte delle iniziali simpatie nell'opinione pubblica, mentre il leadership religioso Muqtada al-Sadr incoraggerà i musulmani sciiti ad opporsi attivamente al CPA.
Gli insorti sia sunniti che sciiti s'impegnarono quindi in una strategia militare di guerriglia contro le truppe statunitensi dislocate sul territorio, vanificando in tal maniera tutti i vantaggi tecnologici e organizzativi in dotazione alle United States Armed Forces.

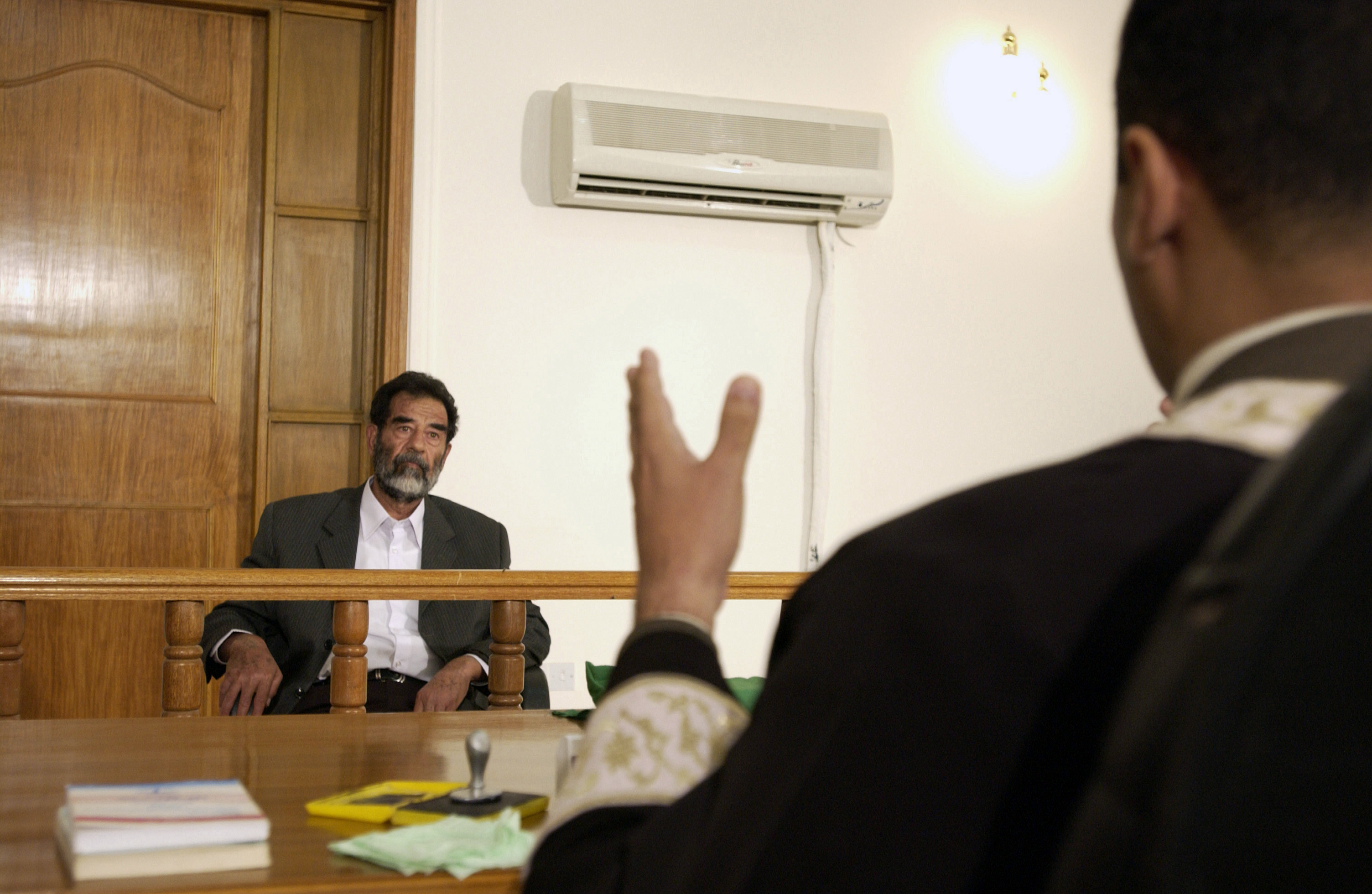
L'ex dittatore davanti alla corte che lo condannerà all'impiccagione nel 2005.

Mentre i combattimenti continuavano in questo modo anche l'opposizione interna al conflitto si rafforzò tanto che numerosi militanti del pacifismo organizzarono ampie proteste contro la situazione venutasi a creare e quindi dichiararono la propria decisa contrarietà alla prosecuzione dell'intervento armato. In numero sempre maggiore gli esponenti del Partito Democratico come John Murtha dettero il via ad una campagna di propaganda la quale attaccava la guerra così come era stata condotta fino a quel momento..

Bremer lasciò l'Iraq nel giugno del 2004, trasferendo così il potere effettivo al Governo ''ad interim'' iracheno guidato da Iyad Allawi; nel gennaio successivo la popolazione irachena votò ed elesse per la prima volta i rappresentanti del Consiglio dei rappresentanti dell'Iraq e poco a seguire l'Alleanza irachena nazionale sciita unita riuscì a costituire una coalizione esecutiva con a capo Ibrahim al-Ja'fari.

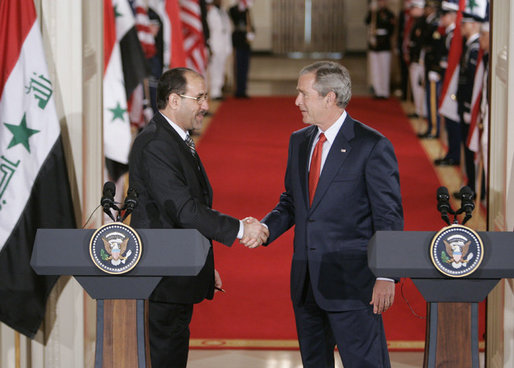
Il presidente con il Primo ministro dell'Iraq Nuri al-Maliki nel 2006 al termine di un incontro nella Sala Est della Casa Bianca.

.Ad ottobre venne sottoposta a ratifica tramite referendum popolare una nuova Carta costituzionale la quale attuò una struttura legislativo-amministrativa decentralizzata e che divise in tal modo il paese in comunità di arabi sunniti, sciiti e Curdi. Dopo un'altra tornata elettorale legislativa a dicembre a Jafari succedette come primo ministro un altro sciita, Nuri al-Maliki. I risultati così raggiunti non riuscirono però a sedare completamente l'insurrezione e centinaia di militari statunitensi di stanza in Iraq morirono per tutto il 2005 e il 2006.
Anche le violenze settarie tra sunniti e sciiti - la prima guerra civile in Iraq (2006-2008) - ebbero vita facile favorendo s'intensificarsi degli scontri, soprattutto a seguito della dell'attentato bombarolo alla moschea di al-Askari nel 2006. In un rapporto conclusivo del dicembre di quello stesso anno il gruppo di studio sull'Iraq bipartisan descrisse la situazione come "assai grave e in fase di costante deterioramento"; il rapporto richiese quindi agli USA di operare quanto più velocemente possibile una ritirò graduale ma generale dei propri soldati.
Mentre i fatti di violenza si accrebbero per tutto il corso del 2006 il Segretario della Difesa Donald Rumsfeld assieme ai responsabili militari come Abizaid e George William Casey Jr., comandante delle forze della coalizione multinazionale in Iraq presente, propugnarono anche loro l'ipotesi del ritiro della forze adibite ai combattimenti; anche se in molti all'interno dell'Amministrazione sostennero invece che si sarebbero dovuto mantenere le truppe effettive ad alti livelli di concentrazione..
Ancora tutta presa dall'idea d'implementare un nuovo Iraq soggetto alla regolamentazione della democrazia parlamentare la presidenza respinse il piano di disimpegno, iniziando alttresì a pianificare un cambiamento sia di strategia che di leadership subito dopo l'appuntamento elettorale del 2006. Bush sostituì quindi Rumsfeld con Robert Gates, mentre David Petraeus rimpiazzò Casey e William J. Fallon prese il posto di Abizaid.
Il Presidente, con il pieno sostegno ed appoggio del Consiglio di sicurezza nazionale, produsse un piano con l'intento di far accrescere dal basso la formulazione democratica da dare al paese, aumentando nel contempo il numero dei soldati nella speranza di poter stabilire con la forza delle armi una "democrazia stabile". Dopo che Maliki ebbe a dichiarare pubblicamente il suo favore per un incremento della presenza militare straniera nel gennaio del 2007 Bush dette l'annuncio che avrebbe inviato quanto prima altri 20.000 soldati, come parte di una "ondata di forze" (Iraq War troop surge) a supporto delle istituzioni elette.
Sebbene John McCain e alcuni altri "falchi" appoggiassero in toto la rinnovata strategia presidenziale, molti altri membri del Congresso di entrambi gli schieramenti espressero dubbi ragguardevoli quando non un'aperta opposizione ad essa. Nell'aprile del 2007 l'Assemblea congressuale, ora controllata da una maggioranza composta da Democratici, fece approvare un disegno di legge il quale richiedeva il ritiro completo di tutte le truppe impegnate entro un anno, ma Bush mise in atto il proprio diritto di veto al progetto.
Senza poter disporre dei voti necessari per poter scavalcare il veto si approvò un progetto che, pur continuando a finanziare la guerra, incluse anche la legislazione detta Fair Minimum Wage Act, che aumentava il salario minimo garantito federale. Nel frattempo le vittime sia statunitensi che irachene presero a diminuire costantemente dopo il maggio del 2007 tanto che Bush a settembre affermò che l'idea dell'"ondata" si era tradotta e risolta in un pieno successo.
In seguito ordinerà uno scalo di truppe ed il numero degli effettivi sul terreno iracheno declinò dai 168.000 di settembre 2007 ai 145.000 di gennaio 2009. Il forte declino delle vittime dopo l'impennata precedente coinciderà con tutta una serie di altre tendenze favorevoli, tra cui la decisione assunta da Anbar Awakening e Muqtada al-Sadr che ordinava ai loro seguaci di cooperare con il governo iracheno.
Nel 2008, su forte insistenza di Maliki, il presidente firmò l'Accordo sullo status delle forze armate (U.S.–Iraq Status of Forces Agreement) il quale promise il ritiro completo delle truppe entro la fine del 2011.

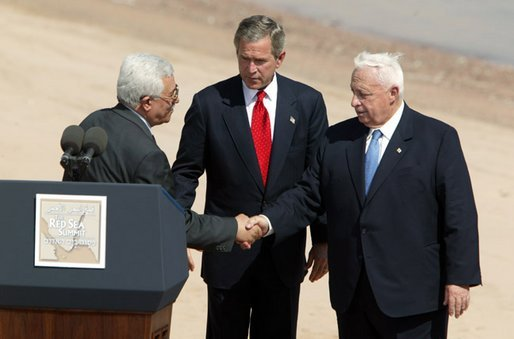
Il presidente dell'Autorità Nazionale Palestinese Mahmūd Abbās, Bush e il primo ministro di Israele Ariel Sharon dopo l'incontro avvenuto ad Aqaba in Giordania, il 4 giugno del 2003.

### Israele
Il conflitto israelo-palestinese, in corso dalla metà del XX secolo, proseguì anche sotto l'Amministrazione Bush. Dopo che il Vertice di Camp David del 2000, fortemente voluto e promosso dalla Presidenza di Bill Clinton oramai in scadenza, si concluse senza alcun accordo definitivo soddisfacente per entrambe le parti in causa, la seconda intifada prese il via a settembre.

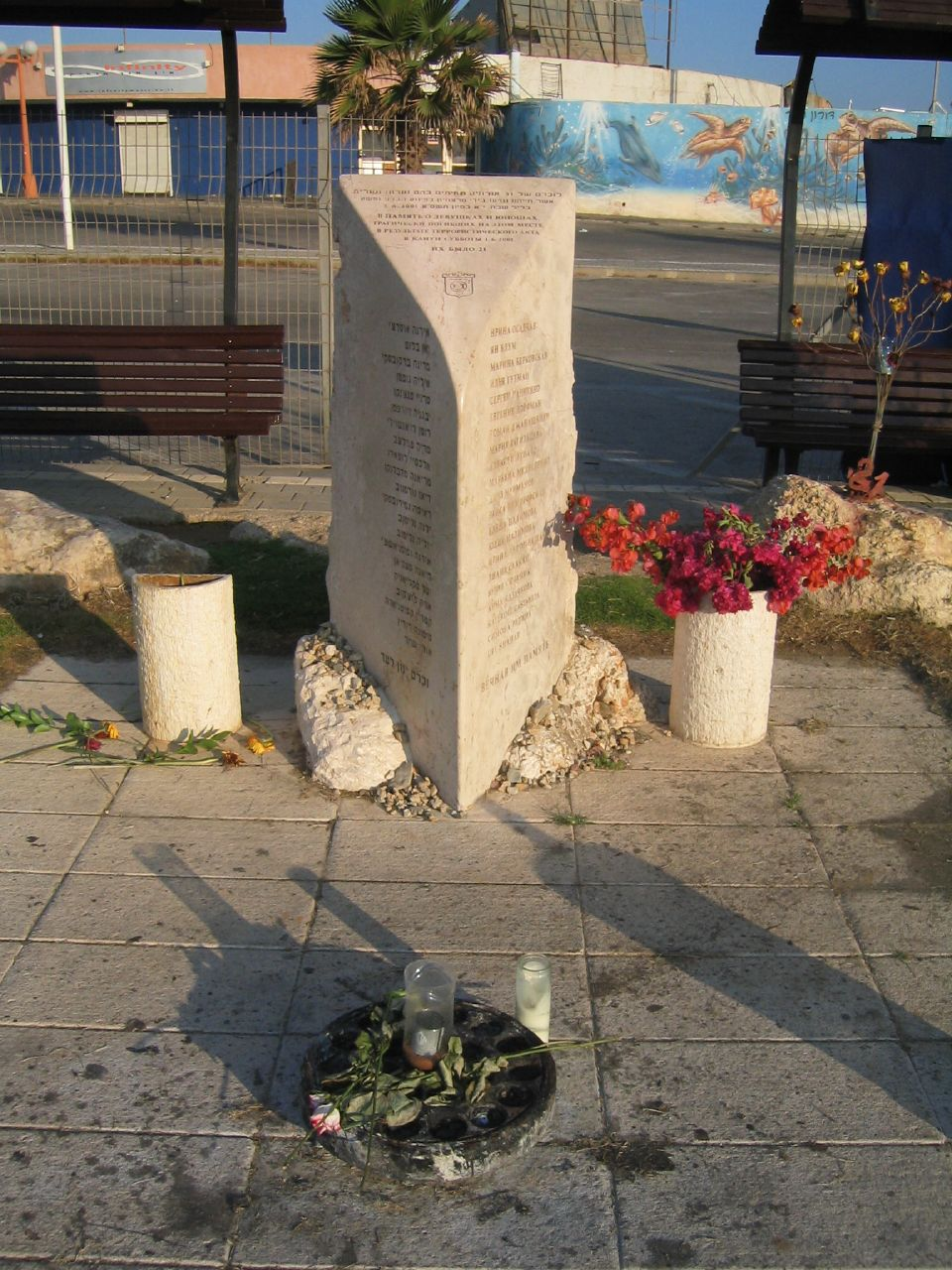
Il memoriale dedicato alle vittime della Strage della discoteca Dolphinarium del 1º giugno 2001.

Mentre le precedenti Amministrazioni avevano tentato di fungere da autorità in certo qual modo neutrale tra Israele e Palestinesi, la presidenza Bush diede irrevocabilmente tutta la colpa delle violenze scatenatesi - compresi gli attacchi suicidi contro obiettivi civili - all'estremismo palestinese di Hamas, facendo con ciò arrabbiare un buon numero di Stati arabi come l'Arabia Saudita.

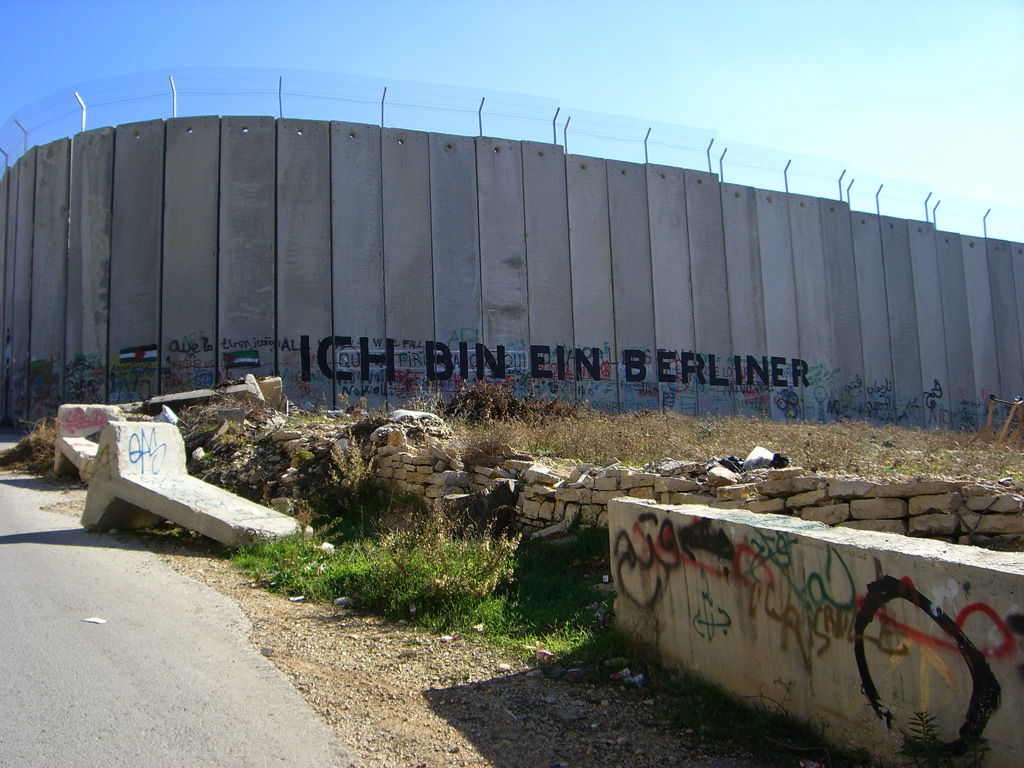
Ich bin ein Berliner sulla barriera di separazione israeliana.

Il forte sostegno dato da Bush alla soluzione dei due Stati tuttavia contribuì a facilitare una potenziale frattura diplomatica con i sauditi.
Nella speranza di riuscire a stabilire una volta per tutte una soluzione pacifica la presidenza propose la Road map for peace, ma il suo piano non entrò mai in fase di attuazione e le tensioni non fecero altro che intensificarsi a seguito della vittoria ottenuta da Hamas alle elezioni legislative in Palestina del 2006.

### Federazione Russa
Il presidente sottolineò la creazione di una relazione personale con la Russia sotto Vladimir Putin, al fine di garantire relazioni bilaterali sempre più armoniose. Dopo il suo incontro con Vladimir Putin nel giugno del 2001, entrambi espressero il loro ottimismo nei riguardi della cooperazione attiva tra due ex rivali della Guerra fredda.
A seguito degli attentati dell'11 settembre 2001 il presidente della Federazione Russa permise all'United States Air Force di utilizzare il proprio spazio aereo; oltre a ciò lo stesso Vladimir Putin incoraggiò gli Stati dell'Asia centrale a concedere il diritto d'uso delle basi militari per le operazioni statunitensi nella guerra in Afghanistan.
Nel maggio del 2002 venne firmato il Trattato di Mosca sulle riduzioni strategiche offensive, mirante a ridurre drasticamente le scorte nucleari di entrambi i paesi.

### Iran
Nel Discorso sullo stato dell'Unione pronunciato nel 2002 il presidente raggruppò l'Iran, l'Iraq e la Corea del Nord nella definizione di "Asse del Male", accusando in particolar modo il regime degli Ayatollah di essere un membro attivo di supporto per le organizzazioni terroristiche internazionali.
Nel 2006 l'Iran fece riaprire tre dei suoi impianti nucleari, promettendo potenzialmente di dare il via al processo di costruzione di una bomba atomica; dopo la ripresa del programma nucleare iraniano molti all'interno dell comunità militare e dei dirigenti della politica estera statunitense ipotizzarono che Bush avrebbe potuto tentare d'imporre un cambio di governo all'Iran con le maniere forti.
Nel dicembre del 2006 il Consiglio di sicurezza delle Nazioni Unite approvò all'unanimità la risoluzione 1737 del Consiglio di sicurezza delle Nazioni Unite la quale impose sanzioni al paese mediorientale per frenare il proprio programma nucleare.

### Corea del Nord
La Corea del Nord proseguì nello sviluppo di armi di distruzione di massa per diversi anni prima dell'ascesa di Bush alla carica presidenziale; già nel corso della Presidenza di Bill Clinton si era cercato di scambiare una cospicua assistenza economica con la conclusione definitiva del programma nucleare nord-coreano.
Sebbene il Segretario di Stato Colin Powell abbia sollecitato la continuazione in sede pratica di questi spiragli di riavvicinamento altri alti funzionari dell'Amministrazione, incluso il Vicepresidente Richard Bruce Cheney, rimasero molto più scettici nei confronti della buona fede del regime comunista. Bush cercò invece di isolare sempre più il paese dalla comunità internazionale nella speranza che alla fine implodesse dall'interno.
La Corea del Nord lanciò i propri test missilistici il 5 luglio del 2006, portando alla Risoluzione 1695 del Consiglio di sicurezza delle Nazioni Unite; il 3 ottobre seguente le fonti ufficiali dichiararono che "la minaccia estrema di una guerra nucleare ventilata dagli Stati Uniti, assieme alle sanzioni e pressioni internazionali ricevute, costringono ora la Corea del Nord a condurre un test nucleare": ipotesi questa che l'Amministrazione negò ed anzi denunciò con veemenza.
Alcuni giorni dopo il regime nordcoreano ribadì la sua promessa di testare quanto prima degli armamenti atomici, ponendo in stato di massima allerta sia la Corea del Sud che il Giappone; il 14 di ottobre venne approvata all'unanimità la Risoluzione 1718 del Consiglio di sicurezza delle Nazioni Unite in cui si esprime una ferma condanna nei confronti della volontà di attuare test nucleari.
Quando oramai la propria presidenza stava volgendo al termine Bush tentò timidamente di riaprire i negoziati, ma il governo nordcoreano continuò a sviluppare i suoi programmi.

### Aiuti contro l'AIDS
Poco dopo essere entrato in carica il neo-presidente promise lo stanziamento di 200 milioni di dollari statunitensi al Fondo globale per la lotta all'Aids, la tubercolosi e la malaria; trovando però questo primo sforzo ancora del tutto insufficiente Bush riunì un team di esperti col compito di ricercare un modo migliore per ridurre il danno mondiale causato dall'epidemia di AIDS nel Sud del mondo.
Gli esperti, guidati da Anthony S. Fauci, raccomandarono che gli Stati Uniti si concentrassero sulla fornitura di terapie farmacologiche antiretrovirali sia nel Continente africano che nei Caraibi. Nel suo Messaggio sullo stato dell'Unione del 2003 il presidente delineò una strategia quinquennale per il soccorso globale ai malati di AIDS in caso di emergenza.
Con la previa approvazione del Congresso Bush impegnò 15 miliardi in questo sforzo, il che rappresentò un enorme passo in avanti rispetto ai finanziamenti delle precedenti Amministrazioni; verso la fine della sua presidenza firmò inoltre una ri-autorizzazione del programma la quale raddoppiò e somme messe in campo. Entro il 2012 il Programma PEPFAR (President's Emergency Plan for AIDS Relief) riuscirà a fornire farmaci antivirali ad oltre 4,5 milioni di persone.

### Studi accademici
- Abramson, Paul R., John H. Aldrich, and David W. Rohde. Change and Continuity in the 2004 and 2006 Elections (2007), 324pp excerpt and text search
- Allard, Scott W. "The Changing Face of Welfare During the Bush Administration." Publius 2007 37(3): 304–332. ISSN 0048-5950 (WC · ACNP)
- Peter Baker, Days of Fire: Bush and Cheney in the White House, Doubleday, 2013.
- Berggren, D. Jason, and Nicol C. Rae. "Jimmy Carter and George W. Bush: Faith, Foreign Policy, and an Evangelical Presidential Style." Presidential Studies Quarterly. 36#4 2006. pp 606+. online edition Archiviato il 26 luglio 2012 in Internet Archive.
- Campbell, Colin, Bert A. Rockman, and Andrew Rudalevige, eds.. The George W. Bush Legacy Congressional Quarterly Press, 2007, 352pp; 14 essays by scholars excerpts and online search from Amazon.com
- Congressional Quarterly. CQ Almanac Plus highly detailed annual compilation of events in Congress, White House, Supreme Court, summarizing the weekly "Congressional Quarterly Weekly Report". (annual, 2002–2009)
- Conlan, Tim and John Dinan. "Federalism, the Bush Administration, and the Transformation of American Conservatism." Publius 2007 37(3): 279–303. ISSN 0048-5950 (WC · ACNP)
- Corrado, Anthony, E. J. Dionne Jr., Kathleen A. Frankovic. The Election of 2000: Reports and Interpretations (2001) online edition Archiviato il 26 luglio 2012 in Internet Archive.
- Daynes, Byron W. and Glen Sussman. "Comparing the Environmental Policies of Presidents George H. W. Bush and George W. Bush." White House Studies 2007 7(2): 163–179. ISSN 1535-4768 (WC · ACNP)
- Desch, Michael C. "Bush and the Generals." Foreign Affairs 2007 86(3): 97–108. ISSN 0015-7120 (WC · ACNP) Fulltext: EBSCO
- Eckersley, Robyn. "Ambushed: the Kyoto Protocol, the Bush Administration's Climate Policy and the Erosion of Legitimacy." International Politics 2007 44(2–3): 306–324. ISSN 1384-5748 (WC · ACNP)
- Edwards III, George C. and Philip John Davies, eds. New Challenges for the American Presidency New York: Pearson Longman, 2004. 245 pp. articles from Presidential Studies Quarterly
- Edwards III, George C. and Desmond King, eds. The Polarized Presidency of George W. Bush (2007), 478pp; essays by scholars; excerpt and online search from Amazon.com
- Fortier, John C. and Norman J. Ornstein, eds. Second-term Blues: How George W. Bush Has Governed (2007), 146pp excerpt and online search from Amazon.com
- Graham John D. Bush on the Home Front: Domestic Policy Triumphs and Setbacks (Indiana University Press, 2010) 425 pages; covers taxation, education, health care, energy, the environment, and regulatory reform.
- Greenstein, Fred I. ed. The George W. Bush Presidency: An Early Assessment Johns Hopkins University Press, 2003
- Greenstein, Fred I. "The Contemporary Presidency: The Changing Leadership of George W. Bush A Pre- and Post-9/11 Comparison" in Presidential Studies Quarterly v 32#2 2002 pp 387+. online edition Archiviato il 29 luglio 2012 in Internet Archive.
- Gregg II, Gary L. and Mark J. Rozell, eds. Considering the Bush Presidency Oxford University Press, 2004. 210 pp. British perspectives
- Hendrickson, Ryan C., and Kristina Spohr Readman, "From the Baltic to the Black Sea: Bush's NATO Enlargement." White House Studies. (2004) 4#3 pp: 319+. online edition
- Hilliard, Bryan, Tom Lansford, and Robert P Watson, eds. George W. Bush: Evaluating the President at Midterm SUNY Press 2004
- Jacobson, Gary C. "The Bush Presidency and the American Electorate" Presidential Studies Quarterly v 33 No.4 2003 pp 701+. online edition Archiviato il 10 aprile 2012 in Internet Archive.
- Jacobson, Gary C. "Referendum: the 2006 Midterm Congressional Elections." Political Science Quarterly 2007 122(1): 1–24. ISSN 0032-3195 (WC · ACNP) Fulltext: EBSCO
- Milkis, Sidney M. and Jesse H.Rhodes. "George W. Bush, the Party System, and American Federalism." Publius 2007 37(3): 478–503. ISSN 0048-5950 (WC · ACNP)
- Moens, Alexander The Foreign Policy of George W. Bush: Values, Strategy, and Loyalty. Ashgate, 2004. 227 pp.
- Rabe, Barry. "Environmental Policy and the Bush Era: the Collision Between the Administrative Presidency and State Experimentation." Publius 2007 37(3): 413–431. ISSN 0048-5950 (WC · ACNP)
- Sabato, Larry J. ed. The Sixth Year Itch: The Rise and Fall of the George W. Bush Presidency (2007), experts on the 2006 elections in major states
- Strozeski, Josh, et al. "From Benign Neglect to Strategic Interest: the Role of Africa in the Foreign Policies of Bush 41 and 43." White House Studies 2007 7(1): 35–51. ISSN 1535-4768 (WC · ACNP)
- Mark K. Updegrove, The Last Republicans: Inside the Extraordinary Relationship between George H.W. Bush and George W. Bush, Harper, 2017, ISBN 978-0-06-265412-0.
- Wekkin, Gary D. "George H. W. Bush and George W. Bush: Puzzling Presidencies, or the Puzzle of the Presidency?" White House Studies 2007 7(2): 113–124. ISSN 1535-4768 (WC · ACNP)
- Wong, Kenneth and Gail Sunderman. "Education Accountability as a Presidential Priority: No Child Left Behind and the Bush Presidency." Publius 2007 37(3): 333–350. ISSN 0048-5950 (WC · ACNP)
- Julian E. Zelizer (a cura di), The Presidency of George W. Bush: A First Historical Assessment, Princeton University Press, 2010, ISBN 978-0-691-13485-7.

### Considerazioni sulla presidenza
- Barnes, Fred. Rebel-in-Chief: How George W. Bush Is Redefining the Conservative Movement and Transforming America (2006)
- Bartlett, Bruce. Impostor: How George W. Bush Bankrupted America and Betrayed the Reagan Legacy (2006)
- Cheney, Dick. In My Time: A Personal and Political Memoir (2011)
- Draper, Robert. Inside the Bush White House: The Presidency of George W. Bush (2007)
- Ferguson, Michaele L. and Lori Jo Marso. W Stands for Women: How the George W. Bush Presidency Shaped a New Politics of Gender (2007)
- Gerson, Michael J. Heroic Conservatism: Why Republicans Need to Embrace America's Ideals (And Why They Deserve to Fail If They Don't) (2007), excerpt and text search
- Greenspan, Alan. The Age of Turbulence: Adventures in a New World (2007)
- Hayes, Stephen F. Cheney: The Untold Story of America's Most Powerful and Controversial Vice President (2007), excerpts and online search
- Hughes, Karen. George W. Bush: Portrait of a Leader (2005)
- Mabry, Marcus. Twice as Good: Condoleezza Rice and Her Path to Power (2007)
- Moore, James. and Wayne Slater. Bush's Brain: How Karl Rove Made George W. Bush Presidential (2003) online edition Archiviato il 29 luglio 2012 in Internet Archive.
- Rice, Condoleezza. No Higher Honor: A Memoir of My Years in Washington (2011)
- Rumsfeld, Donald. Known and Unknown: A Memoir (2011)
- Suskind, Ron. The Price of Loyalty: George W. Bush, the White House, and the Education of Paul O'Neill (2004), excerpts and online search from Amazon.com
- Woodward, Bob. Plan of Attack (2003), excerpt and text search

### Fonti primarie
- Bush, George W. George W. Bush on God and Country: The President Speaks Out About Faith, Principle, and Patriotism (2004)
- Bush, George W. Decision Points (2010)